# Bactrocera quasipropinqua
Bactrocera quasipropinqua är en tvåvingeart som beskrevs av Drew och Albany Hancock 1994. Bactrocera quasipropinqua ingår i släktet Bactrocera och familjen borrflugor. Inga underarter finns listade.